# Вбивства? (фільм)
«Вбивства ?» (фр. Meurtres ?) — французький драматичний фільм 1950 року режисера Рішара Потьє, екранізація роману франкомовного бельгійського письменника Шарля Плісньє, що появився у 1939 році. Фільм, який наважився порушити табу — можливість евтаназії у випадку смертельних страждань хворої на невиліковне захворювання.

## Сюжет
У сім'ї Анекенів назріває скандал — Ноель (Фернандель), один з трьох братів, щоб покласти край стражданням хворої на рак коханої дружини, на її прохання відважився ввести подвійну дозу ліків, від якої у неї зупинилося серце. Він вважає, що здійснив вбивство, і має намір про все розповісти в поліції. Про це він розповів братам — адвокатові Ерве (Жак Варен) та лікареві Блезу. Однак, брати вважають, що тут його вини нема, і він повинен скрити цей факт, щоб не зашкодити репутації сім'ї.

## Ролі виконують
- Фернандель — Ноель Анекен, агроном, чоловік Ізабелли
- Жанна Моро — Мартен Анекен, дочка Блеза і Бланш
- Жак Варен[fr] — Ерве Анекен, адвокат
- Раймонд Суплекс[fr] — Блез Анекен, лікар
- Мірей Перрі[fr] — Бланш Анекен, дружина Блеза
- Лін Норо[fr] — Ізабель Анекен, невиліковно хвора
- Жорж Шамарат[fr] — пан П'єрфо, слідчий магістрату